# Henrik Ståhl
Jon Henrik Ståhl, född 31 juli 1975 i Longs församling i Vara kommun, Skaraborgs län, är en svensk skådespelare (Fria Teatern, Dramaten), dramatiker och författare. Hans debutbok heter Livskartan och gavs ut av Libris förlag 2003. 2019 kom han ut med ”Till Vial - åttatusenfyrahundra dagar kvar”, hos Bonnier Carlsens förlag.  Han gick Teaterhögskolan vid Göteborgs universitet 1995–1999.
Hösten 2018 gick långfilmen Ensamma i rymden upp på svenska biografer. Den bygger på Ståhls teaterpjäs Vial från 2011. Ståhl har också skrivit filmens manus tillsammans med Ted Kjellsson, och medverkar som rymdvarelsen Vojajer.
Ståhl har varit medverkande och medskapare i många av SVT:s barnprogram bland annat Pomos Piano och Supersnällasilversara och Stålhenrik  och har även turnerat i hela Sverige med egenskrivna enmansföreställningen Henrik – en tönt som handlar om mobbning. I januari 2010 spelade han föreställning nummer 370 av denna populära monolog. Andra teveproduktioner han varit med i är Bella – bland kryddor och kriminella,  Tevehuset, Salve,  och 2009 års Julkalender i SVT kallad  Superhjältejul.
Henrik Ståhl driver sedan 2012 egna produktionsplattformen Kirinaja där han bland annat producerar podcasterna Fides Podcast och Somna med Henrik samt skapar skruvat humoristiskt innehåll på Instagram.

## Filmografi i urval
- 2011 Hopp (röst som Filip)
- 2011 Bilar 2 (röst som Tomber)
- 2013 Monica Z (Povel Ramel)
- 2018 Ensamma i rymden (Vojajer)

## TV i urval
- 2020 Lasse-Majas detektivbyrå (Rollen som Roland)
- 2014–2016 Här är ditt liv, Riley (svensk röst till Cory)
- 2009 Superhjältejul (medskapare)
- 2008–2012 Pomos Piano (Manus och röster)
- 2008 Henrik – en tönt (turnédokumentär av Johan Anderblad)
- 2004–2006 Supersnällasilversara och Stålhenrik (medskapare)
- 2004 TV-huset
- 2002 Bella – bland kryddor och kriminella
- 1999–2004 Bolibompa
- 1997 Salve

## Teater i urval
- 2014 Dansösen Käthe Hermann
- 2012 Mor och Barn
- 2012 Vial (Egenskriven)
- 2010/2011 Om nu kärnfamiljen är så jävla fet - varför behöver den då så mycket propaganda?
- 2009/2010 Vid Världs Ände
- 1999–2010 Henrik – en tönt (Egenskriven)
- 2008 Barnens allsång från Skansen (Folkparksturné)
- 2006, 2007 Herr Grönkvist och Fjärilsorkestern (Egenskriven)
- 2007 Väderflickans milda makt
- 2003 Inget växer utom Stig och Molly
- 2002, 2003 The Danny Crowe show
- 2002 Hur andra älskar
- 2002 En uppstoppad hund
- 2001 Helt om 2001 års version
- 1998 Hemkomsten
- 1997 Clark Kents fem dagar av sorg och kärlek